# Église Santo Stefano protomartire
L'église Santo Stefano protomartire (en français : Saint-Étienne-protomartire) est une église romaine située dans le quartier Tuscolano sur la via di Torre del Fiscale. Elle est dédiée au martyr Étienne.

## Historique
L'église, construite entre 1954 et 1955, prend le nom de la basilique paléochrétienne de Santo Stefano datant du Ve siècle et dont les ruines sont encore présentes près du parc archéologique des Tombes de la voie Latine.
L'église est instituée comme paroisse par le cardinal Clemente Micara le 31 juillet 1954 dans le décret Pastoris æternis.
Elle reçoit les visites pastorales des papes Paul VI le 10 avril 1966 et Jean-Paul II le 26 avril 1998.

## Architecture et décorations
L'église, bâtie sur un plan rectangulaire, possède sur son maître-autel une statue en céramique d'Étienne, tué le jour de la Pentecôte selon les Actes des apôtres.